# Gabinete Broglie III
O Gabinete Broglie III foi o ministério formado por Albert de Broglie em 17 de maio de 1877 e dissolvido em 19 de novembro do mesmo ano. Foi o 10º gabinete da Terceira República Francesa, sendo antecedido pelo Gabinete Simon e sucedido pelo Gabinete Rochebouët.

## Contexto
Chamado de volta por Patrice de Mac-Mahon, Albert de Broglie retomou sua política de “ordem moral” e realizou um novo expurgo. De acordo com as disposições previstas na Constituição Francesa de 1875, o Presidente da República decidiu também dissolver a Assembleia Nacional Francesa por decreto, convocar novas eleições legislativas e fazer campanha pessoal para os deputados conservadores. O governo, então, aproveitou o tempo de prorrogação do parlamento para tomar uma série de medidas: o ministro do Interior, Oscar Bardi de Fourtou, demitiu vários prefeitos e subprefeitos, substituindo-os na maioria das vezes por antigos altos funcionários monarquistas, cuja missão era perseguir implacavelmente a imprensa e os funcionários públicos de esquerda.
A dissolução da Assembleia Nacional, contudo, foi vista como um “golpe presidencial”, o que levou muitos representantes da burguesia e da imprensa liberal a prestarem apoio financeiro aos republicanos, diante do receio de novas agitações políticas. Assim, a vitória deles nas novas eleições foi incontestável: 321 republicanos eleitos (os bonapartistas, organizados no grupo "Apelo ao Povo", elegeram 104 deputados, enquanto legitimistas e orleanistas juntos não chegavam a 60 representantes). Nesse cenário, mesmo incapaz de formar um novo governo, o Presidente insistiu em manter Broglie no cargo, agora com minoria parlamentar. Os deputados republicanos então responderam exigindo a criação de uma comissão parlamentar de inquérito para investigar os atos considerados ilegais cometidos durante a suspensão da Assembleia. Diante dessa ameaça, o gabinete de Broglie finalmente renunciou na noite de 17 de novembro. Pouco depois, Mac-Mahon nomeou um de seus aliados mais próximos como o novo Presidente do Conselho de Ministros, o general Gaëtan de Rochebouët.

## Composição

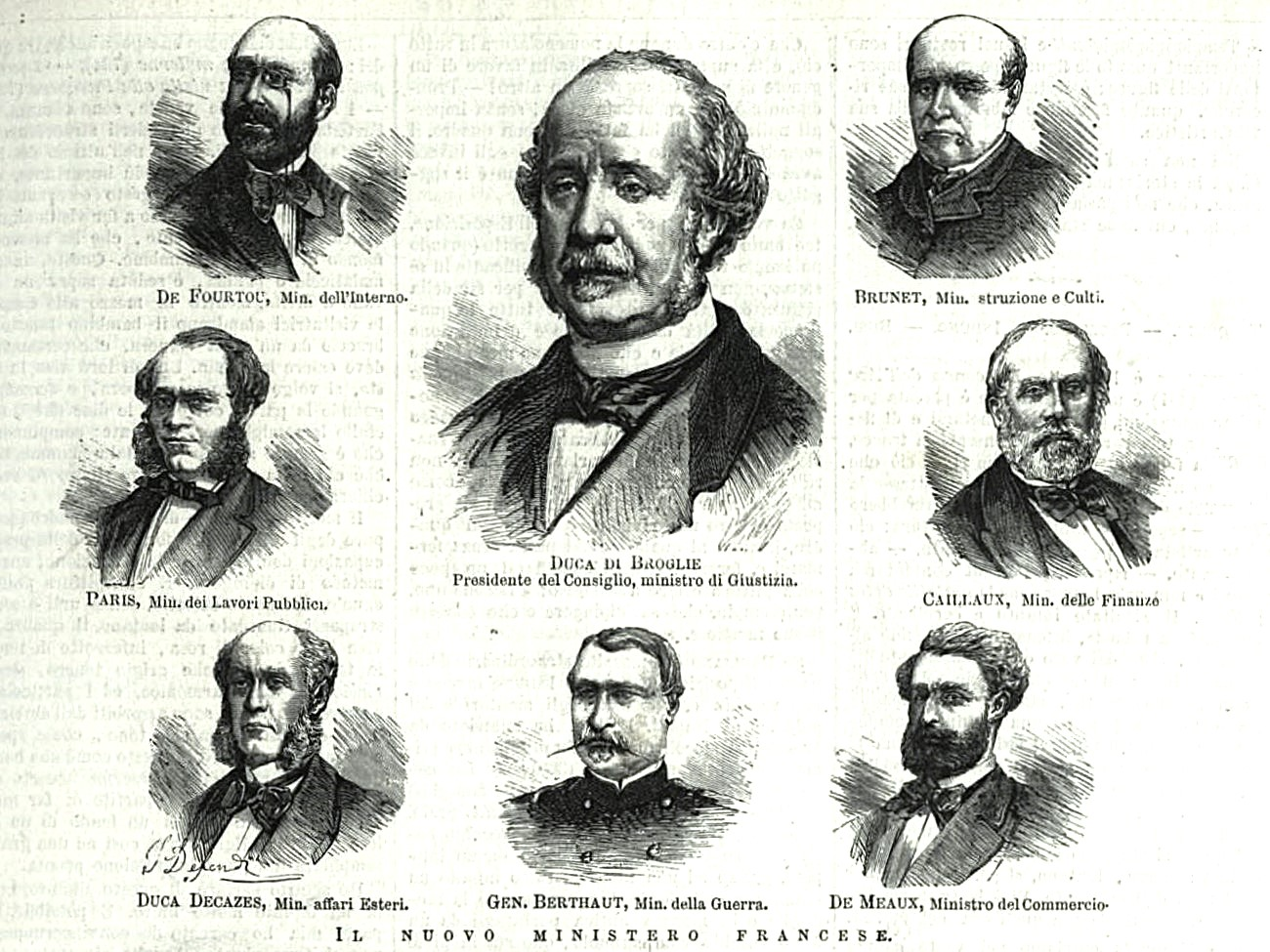
O 3º Gabinete Broglie em ilustração de 1877.

- Presidente da República: Patrice de Mac-Mahon
- Presidente do Conselho de Ministros: Albert de Broglie
- Ministro dos Estrangeiros: Louis Decazes
- Ministro da Justiça: Albert de Broglie
- Ministro do Interior: Oscar Bardi de Fourtou
- Ministro da Guerra: Jean-Auguste Berthaut
- Ministro das Finanças: Eugène Caillaux
- Ministro da Marinha e das Colônias: Albert Auguste Gicquel des Touches
- Ministro da Instrução Pública e Belas Artes: Joseph Brunet
- Ministro das Obras Públicas: Auguste Paris
- Ministro da Agricultura e do Comércio: Camille de Meaux

## Realizações
- Substituição de 62 prefeitos e de quase todos os subprefeitos;
- Demissão de 1.385 funcionários públicos, além de procuradores e juízes de paz;
- Dissolução de 613 conselhos municipais;
- Fechamento de cerca de 2.000 estabelecimentos de bebidas;
- Fechamento de várias lojas maçônicas.

## Referência
1. 1 2  Foussier, Philippe (2 de dezembro de 2022). «Gérard Unger, Gambetta, le destin d'un républicain d'exception». Humanisme (em francês) (4): 416. ISSN 0018-7364. doi:10.3917/huma.337.0117. Consultado em 23 de março de 2025
2. ↑  Garrigues, Jean (2009).  Guslin, Jean-Marc, ed. «Les milieux d'affaires dans la crise du Seize-Mai 1877». Lille: Publications de l’Institut de recherches historiques du Septentrion. Histoire et littérature du Septentrion (IRHiS) (em francês): 111–125. ISBN 978-2-490296-14-9. Consultado em 23 de março de 2025
3. ↑  Morabito, Marcel (2010). Histoire constitutionnelle de la France (1789 à 1958) (em francês). [S.l.]: Éditions Montchrestien. p. 432